# Medytacja chrześcijańska

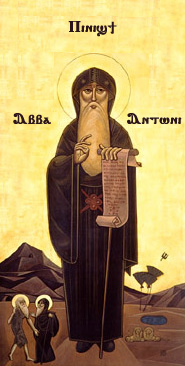
Antoni Wielki – chrześcijański mnich z Egiptu

Medytacja chrześcijańska – metoda modlitwy chrześcijańskiej polegająca na naśladowaniu osób Trójcy Świętej, które się wzajemnie kontemplują. Medytujący modlą się za pomocą powtarzania wersów Pisma Świętego oraz innych modlitw. Polega na jedności z Bogiem, bliźnimi oraz wewnętrznej spójności medytującego. Medytacja jest głęboko zakorzeniona historycznie oraz teologicznie w tradycji chrześcijańskiej. Praktykowali ją m.in. ojcowie pustyni. Medytacja chrześcijańska jest także wykorzystywana przez benedyktynów.

## Historia
Praktyka tej modlitwy rozwijała się od IV do VII wieku. Ten sposób modlitwy wywodzi się ze starożytnego monastycyzmu. Na początku istnienia religii chrześcijańskiej była praktykowana przez pierwszych mnichów chrześcijańskich – ojców pustyni. W ciągu XVIII i na początku XIX wieku pewne elementy medytacji zaczęły być odrzucane w niektórych gałęziach chrześcijaństwa zachodniego. Jednak na początku XX wieku nastąpiło ożywienie. Zaczęto wydawać książki oraz artykuły o tradycyjnej benedyktyńskiej praktyce czytania Biblii, medytacji oraz modlitwy nazywanej pojęciem Lectio Divina . 
W 1965 roku w jednym z głównych dokumentów Soboru Watykańskiego II, dogmatycznej konstytucji Dei Verbum, podkreślono użycie Lectio Divina. W 40. rocznicę wydania potwierdził ją Benedykt XVI. Za współczesnego odnowiciela medytacji chrześcijańskiej uchodzi John Main, benedyktyn z Anglii. John Main nauczał w jaki sposób medytować:

1. Siedzenie w pozycji wyprostowanej: Usiądź na krześle, na stołeczku medytacyjnym lub w siadzie skrzyżnym na podłodze. Siedź nieruchomo i trzymaj plecy w pozycji wyprostowanej. Ciało jest uważne i czujne. Oddychaj naturalnie i spokojnie.

2. Mantra Maranatha: Delikatnie przymknij oczy i zacznij recytować w wewnętrznej ciszy mantrę Maranatha. Powtarzaj ją z równym natężeniem jako cztery sylaby MA-RA-NA-THA. Wsłuchuj się w nią, jak wybrzmiewa w twoim sercu.

3. Nieustanne powtarzanie mantry: Powtarzaj mantrę bez przerwy podczas medytacji. Gdy jakieś myśli lub obrazy zakłócą jej bieg, delikatnie i czule wróć do jej recytacji. Nigdy nie osądzaj swojej medytacji po ilości rozproszeń ani jakichkolwiek innych doznań.

4. Dyscyplina: Trwaj w dyscyplinie medytacji codziennie rano i wieczorem po 20-30 minut.

## Sposób modlitwy
Medytacja chrześcijańska polega na powtarzaniu krótkiego, niezmiennego wezwania lub wersu z Pisma Świętego takich jak: Jezus, Abba czy Maranatha. Spośród wezwań używanych w starożytności uprzywilejowane miejsce zajęło wezwanie:

Panie Jezu Chryste, Synu Boży, zmiłuj się nade mną.

## Światowa Wspólnota Medytacji Chrześcijańskiej

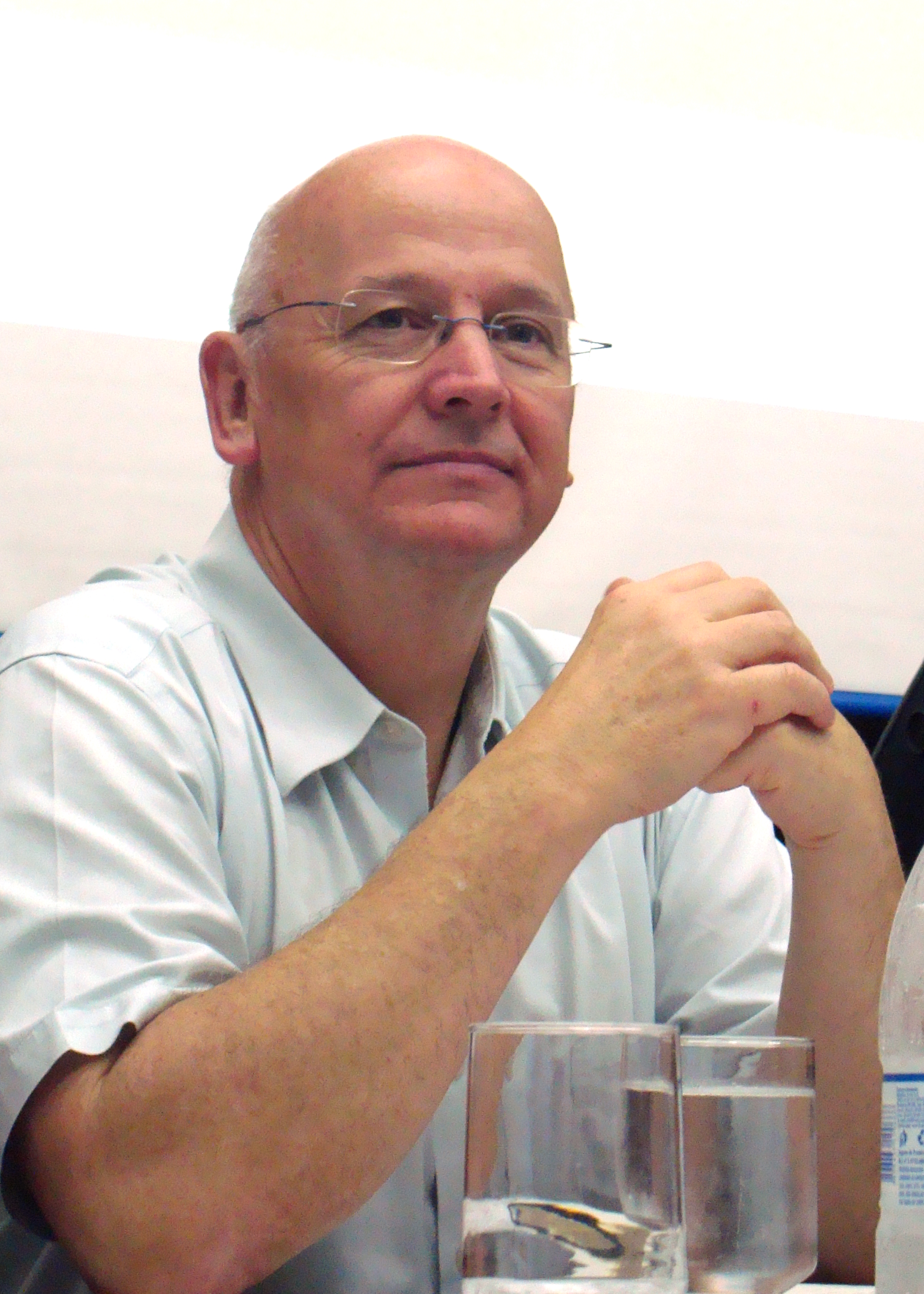
Laurence Freeman

W 1975 roku John Main, irlandzki mnich benedyktynów (1926–1982), założył pierwsze chrześcijańskie centrum medytacji w Londynie. Swoją działalność rozpoczęła pierwsza z grup medytacyjnych na całym świecie. Na Głównym Seminarium Johna Maina w 1991 roku, prowadzonym przez Bede Griffiths, medytujący z całego świata spotkali się, aby kształtować przyszły kierunek chrześcijańskiej medytacji oraz organizacji mającej zrzeszać medytujących. Została nazwana Światową Wspólnotą Medytacji Chrześcijańskiej (The World Community for Christian Meditation). Symbolem organizacji zostały dwa ptaki patrzące w różnych kierunkach, spoczywające na kielichu. Ruch ten jest kierowany przez ojca Laurence Freemana, jednego z pierwszych uczniów ojca Maina.

## Ośrodek medytacji chrześcijańskiej w Lubiniu

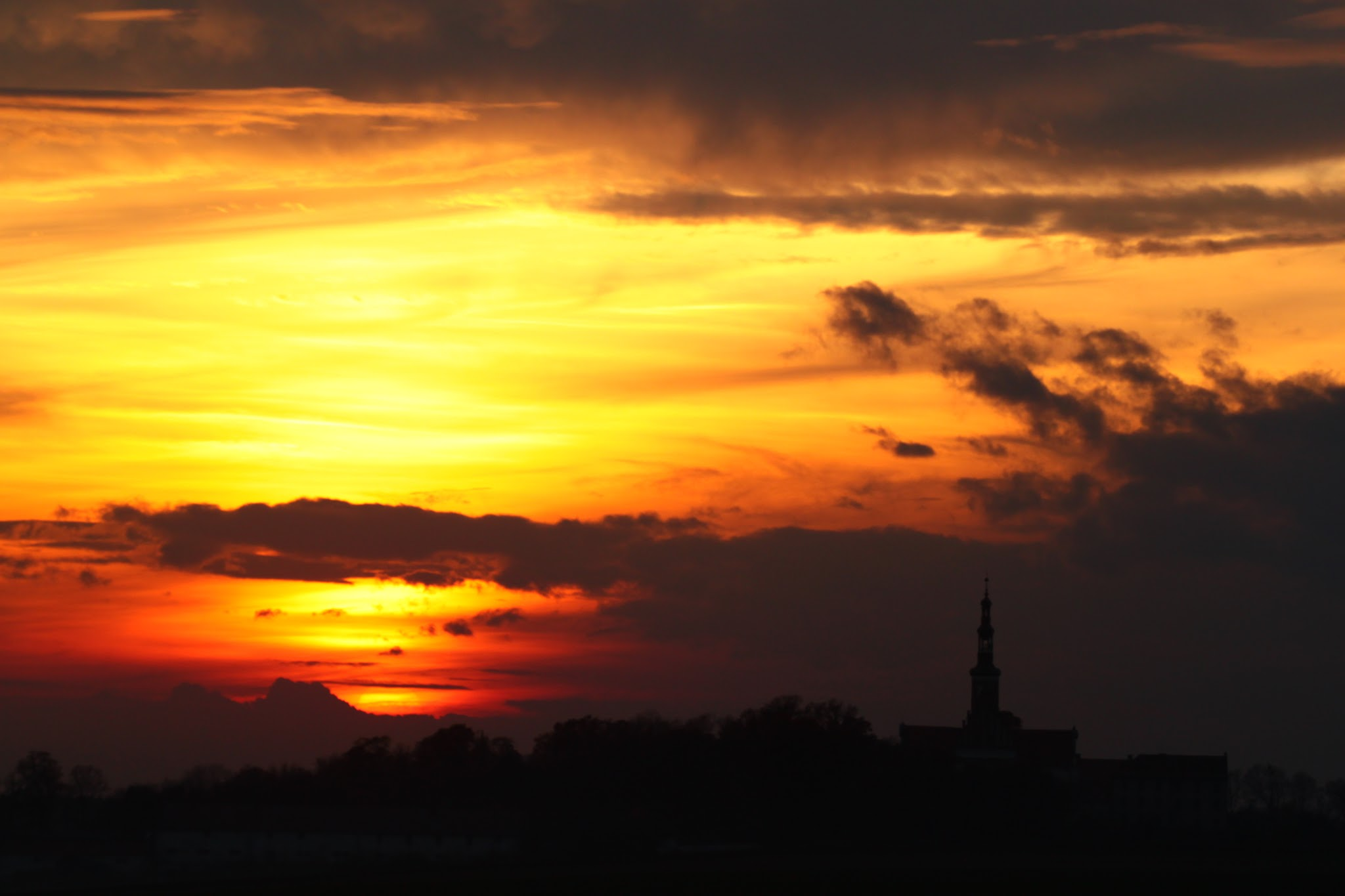
Klasztor Benedyktynów w Lubiniu o zachodzie słońca

Ośrodek medytacji chrześcijańskiej w Lubiniu działa w lubińskim klasztorze benedyktynów. Ośrodek powstał dzięki benedyktynowi Janowi Berezie w roku 1988. Wiele lat był jedynym ośrodkiem w Polsce, gdzie praktykowano chrześcijańską medytację według tradycji starochrześcijańskiej. Klasztor w Lubiniu jest także miejscem dialogu międzyreligijnego. W 2006 roku opiekę nad ośrodkiem objął ojciec Maksymilian Nawara.